# Marstein Station
Marstein Station (Marstein stasjon) er en tidligere jernbanestation, der ligger ved landsbyen Marstein i Rauma kommune på Raumabanen i Norge. 
Stationen blev åbnet sammen med den sidste del af banen fra Verma til Åndalsnes 30. november 1924. Fra starten var den betjent for ekspedition af tog, passagerer og gods, men 6. januar januar 1938 blev den nedgraderet til holdeplads, der var kun var betjent for ekspedition af passagerer og gods, og 1. januar 1964 blev den nedgraderet til trinbræt. 29. maj 1988 ophørte betjeningen med persontog, og 27. maj 1990 blev stationen nedlagt officielt. 31. maj 1992 fik den imidlertid igen status af station med tilhørende stationsbestyrer. Den fik dog ikke persontrafikken tilbage men fungerer i stedet som krydsningsstation med to 314 m lange spor. Desuden bruges den til at formindske blokafstanden mellem Åndalsnes og Bjorli.
Stationsbygningen er opført i gulmalet træ efter tegninger af NSB Arkitektkontor ved Gudmund Hoel og Bjarne Friis Baastad.